# Gestaltungs- und Medientechnik
Gestaltungs- und Medientechnik ist ein Profilfach an Technischen Gymnasien in Baden-Württemberg, Hessen, Rheinland-Pfalz, Schleswig-Holstein, Brandenburg und Berlin. Das Profilfach wird sechsstündig unterrichtet und ist ein Pflichtfach für die Abiturprüfung. Es kann außerdem in drei Fachrubriken aufgeteilt sein. Dabei handelt es sich meist um GMT (Gestaltungs- und Medientechnik), AGMT (Angewandte Gestaltungs- und Medientechnik) und Computertechnik. Je nach Schule und Bundesland ändern sich die Aufteilung der Fächer sowie der Rahmenlehrplan. Dieser umfasst aber immer die Teilbereiche Mediengestaltung Digital und Print, Produktgestaltung und Designgeschichte.

## Inhalte
Das Profilfach Gestaltungs- und Medientechnik vermittelt in drei Schuljahren ein Basiswissen in den Bereichen Medien und Gestaltung. Konkreter lässt es sich in drei Teilbereiche unterteilen: Mediengestaltung, Produktgestaltung und Designgeschichte. Ergänzend werden im Fach Computertechnik die notwendigen Software- bzw. auch Hardware-Kenntnisse vermittelt sowie in AGMT der Theorieunterricht in der Praxis angewendet.

### Mediengestaltung
Der Teilbereich Mediengestaltung umfasst für Digital und Print Visuelle Kommunikation, Typografie, Werbung, Screendesign, Animation, Darstellende Geometrie, Flächengestaltung, Farblehre, Corporate Identity, Patentrechte sowie Projektbearbeitung.

### Produktgestaltung
Der Teilbereich Produktgestaltung beinhaltet Produktanalyse, Werkstoffeigenschaften, Ökologisches Produktdesign und Recycling.

### Designgeschichte
Im Teilbereich Designgeschichte wird Basiswissen aller Epochen der handwerklichen und frühindustriellen Gestaltung sowie Designtendenzen im 20. Jahrhundert vermittelt.

### Zielsetzung
Zielsetzung des Profils Gestaltungs- und Medientechnik ist es, die gemeinsamen gestalterischen Grundlagen der in der Praxis eher nebeneinander existierenden Bereiche des Produkt- und Mediendesigns sowie des Kommunikationsdesigns und der Fotografie herauszuarbeiten. Die Schülerinnen und Schüler erwerben dadurch Fähigkeiten, die ihnen die konzeptionelle Arbeitsweise der Gestaltungsdisziplinen erschließen und somit einen wissenschaftspropädeutischen Ansatz sicherstellen.

## Schulen mit dem Profilfach Gestaltungs- und Medientechnik in Baden-Württemberg
- Staatliche Feintechnikschule Schwenningen
- Carl-Schaefer-Schule Ludwigsburg
- Kolping-Schulen Fellbach[3]
- Bernd-Blindow-Schulen Friedrichshafen
- Freie Evangelische Schule Lörrach-Stetten
- Balthasar-Neumann-Schule 1 Bruchsal
- Gewerbliche Schule Tübingen
- Freie Christliche Schule Freiburg
- Gewerbliche Schule Backnang
- Technische Schule Aalen
- Technische Schule Heidenheim HEID TECH
- Gewerbliche Schule Schwäbisch Gmünd
- Johannes-Gutenberg-Schule Stuttgart
- Erich-Hauser-Gewerbeschule Rottweil
- Richard-Fehrenbach-Gewerbeschule Freiburg
- Robert Gerwig Schule Furtwangen
- Philipp-Matthäus-Hahn-Schule Nürtingen
- Gottlieb-Daimler-Schule Sindelfingen
- Zeppelin-Gewerbeschule Konstanz
- Carl-Benz-Schule Mannheim
- Ferdinand-von-Steinbeis-Schule Ulm
- Kerschensteinerschule Reutlingen
- Wilhelm-Maybach-Schule Heilbronn
- Gewerbliche und Hauswirtschaftliche Schule Horb am Neckar
- Gewerbliche Schule Ravensburg
- Berufliche Schule Bretten
- Rolf-Benz-Schule Gewerbliche Schule Nagold[4]
- Claude-Dornier-Schule Friedrichshafen[5]
- Karl-Arnold-Schule Biberach
- Heinrich-Wieland-Schule Pforzheim
- Max-Eyth-Schule Stuttgart
- Hohentwiel Gewerbeschule Singen
- Berufsschulzentrum Radolfzell

## Schulen mit dem Profilfach Gestaltungs- und Medientechnik in Hessen
- Adolf-Reichwein Schule Marburg[6]
- August-Bebel-Schule Offenbach am Main[7]
- Glasfachschule Hadamar
- Technikakademie Weilburg

## Schulen mit dem Profilfach Gestaltungs- und Medientechnik in Rheinland-Pfalz
- Julius-Wegeler-Schule Koblenz
- BBS Gestaltung und Technik Trier
- BBS 1 Gewerbe und Technik Mainz

## Schulen mit dem Profilfach Gestaltungs- und Medientechnik in Schleswig-Holstein
- Walther-Lehmkuhl-Schule Neumünster
- Regionales Berufsbildungszentrum Technik Kiel
- Berufliche Schule des Kreises Stormarn in Bad Oldesloe

## Schulen mit dem Profilfach Gestaltungs- und Medientechnik in Berlin
- Max-Bill Schule Berlin
- Ernst-Litfaß-Schule Berlin
- Oberstufenzentrum Kommunikations-, Informations- und Medientechnik in Berlin

## Schulen mit dem Profilfach Gestaltungs- und Medientechnik in Brandenburg
- Europaschule Oberstufenzentrum Oder-Spree
- Oberstufenzentrum Landkreis Teltow-Fläming
- Oberstufenzentrum Cottbus
- Oberstufenzentrum Ostprignitz-Ruppin
- Oberstufenzentrum Hennigsdorf

## Sonstiges
Die Abiturprüfung im Fach Gestaltungs- und Medientechnik ist die einzige im Land Baden-Württemberg, die teilweise am Computer geschrieben wird.